# 폴 그린 (배우)
폴 그린(Paul Greene, 1974년 6월 2일 ~ )은 캐나다의 배우, 텔레비전 배우이다.
웨타스키윈에서 태어났다.

## 영화
- 어 퍼펙트 웨딩 (2015년)
- 더 어글리 라이프 오브 어 뷰티풀 걸 (2014년) - 피터 역
- 더 하이스트 패스 (2010년) - 본인 역
- 썸웨어 (2010년)
- NCIS 시즌6 (2008년) - 래니 그런트 역
- 위키드 위키드 게임즈 (2006년)